# Der Gesellschaft Naturforschender Freunde zu Berlin Magazin für die neuesten Entdeckungen in der Gesammten Naturkunde
Der Gesellschaft Naturforschender Freunde zu Berlin Magazin für die neuesten Entdeckungen in der Gesammten Naturkunde (abreviado Ges. Naturf. Freunde Berlin Mag. Neuesten Entdeck. Gesammten Naturk.) fue una revista ilustrada con descripciones botánicas que fue editada por Sociedad de Amigos de la Ciencia Natural de Berlín de la que se publicaron 8 volúmenes durante los años 1807-1818. Sucedió a Neue Schriften, Gesellschaft Naturforschender Freunde zu Berlin y la sustituyó Verhandlungen der Gesellschaft Naturforschender Freunde zu Berlin.